# Copa CECAFA 2017
La Copa CECAFA 2017 fue la 39.ª edición de la Copa CECAFA, una competición internacional de fútbol en que participa los equipos nacionales de las naciones miembro del Consejo de Asociaciones de Fútbol para el Este y Centro de África (CECAFA). Fue sediada en Kenia del 3 al 17 de diciembre de 2017.

## Participantes
Se confirmó que los siguientes equipos participarán en el torneo. las selecciones de Libia y Zimbabue participarán en lugar de Yibuti y Eritrea. Zambia debía reemplazar a Eritrea pero luego se retiró de la competencia. Somalia y Sudán también se retiraron del torneo a mediados de noviembre. Zimbabue se retiró en noviembre de 2017
| Selección        | Ranking FIFA (noviembre de 2017) |
| ---------------- | -------------------------------- |
| Burundi          | 138                              |
| Etiopía          | 145                              |
| Kenia            | 111                              |
| Libia (invitado) | 77                               |
| Ruanda           | 120                              |
| Sudán del Sur    | 152                              |
| Tanzania         | 142                              |
| Uganda           | 74                               |
| Zanzíbar         | N/A                              |

## Árbitros
Los árbitros oficiales del torneo, que incluyeron 8 árbitros y 8 árbitros asistentes, se anunciaron el 17 de noviembre de 2017.
- George Gatogato (Burundi)
- Twagirumukiza Abdoul Karim  (Ruanda)
- Peter Waweru  (Kenia)
- Antony Ogwayo (Kenia)
- Alex Muhabi (Uganda)
- Nassor Mfaume (Zanzíbar)
- Sassy Elly Ally  (Tanzania)
- Malong Ring Akech  (Sudán del Sur)

## Sedes
| Ciudad  | Kakamega         | Kisumu      | Machakos         |
| Estadio | Bukhungu Stadium | Moi Stadium | Kenyatta Stadium |